# Super Sentai
Super Sentai (スーパー戦隊シリーズ Sūpā Sentai), dịch ra tiếng Việt là Siêu chiến đội, là tên của loạt phim thuộc thể loại tokusatsu siêu anh hùng của Nhật Bản được sản xuất bởi Toei Company và Bandai, và phát sóng trên TV Asahi. Đây là một trong các series tokusatsu nổi tiếng nhất được làm tại Nhật Bản, bên cạnh Ultra Series, Kamen Rider, và Metal Hero. Loạt phim cũng được chuyển thể tại Mỹ với tên gọi là Power Rangers. Chương trình trước đây được phát sóng vào lúc 7:30 sáng (giờ Nhật Bản) vào mỗi Chủ Nhật. Từ tháng 10/2017, giờ phát sóng là 9:30 sáng Chủ Nhật.

## Tổng quát
Cuộc chiến thiện ác được tiếp diễn trong mỗi series, với kết quả là phe thiện thường chiến thắng. Nhân vật chính là nhóm 5 người (có thể ít hoặc nhiều hơn) có được sức mạnh đặc biệt (phép thuật hay công nghệ) để chống lại kẻ thù xâm lược Trái Đất. Ở bộ nhiều tập, sau khi đánh bại quái vật, họ gọi cho "mecha" có thể kết hợp để chống lại quái vật khổng lồ. Mỗi Sentai có một thế giới quan khác nhau với sự liên minh với Sentai trước trong các bộ phim đặc biệt.
Phần phim đầu tiên, Himitsu Sentai Goranger năm 1975, được sáng tác bởi Ishinomori Shotaro, tác giả Kamen Rider và Cyborg 009. Ông từ bỏ Sentai khi tác phẩm số 2 của mình, J.A.K.Q. Dengekitai, không được đón nhận tốt. Hai loạt phim đó cho đến năm 1994 mới được coi là một phần của loạt series Super Sentai.
Battle Fever J, Denshi Sentai Denziman và Taiyou Sentai Sun Vulcan được đồng sản xuất và sở hữu một phần bởi Marvel Entertainment, do đó những series này cũng là một phần của đa vũ trụ Marvel; vũ trụ của họ được gọi là Earth-79203. Marvel đã chính thức tuyên bố vũ trụ này không còn tồn tại.

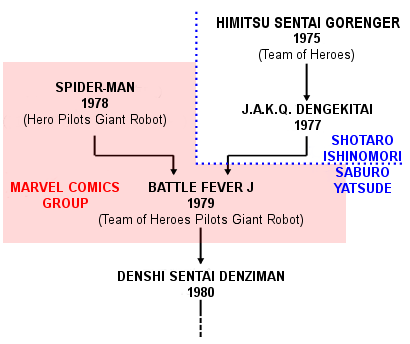
Sơ đồ lịch sử của Super Sentai.

Mỗi sentai đều có 5 chiến binh tham chiến (một số sentai lúc đầu chỉ có 3 nhưng sau này đã có thêm các chiến binh đặc biệt, riêng Sun Vulcan chỉ có 3 chiến binh), cùng với sự góp mặt của các chiến binh đặc biệt khiến cho số lượng chiến binh tham ra các trận chiến được nâng lên 6. Lần đầu tiên con số này bị phá vỡ trong Go-onger với 7 thành viên, Dekaranger với 10 chiến binh (9 trong TV Series và 1 trong movie), Kyoryuger cũng có 11 chiến binh (Red, Black, Blue, Green, Pink, Gold, Silver, Violet, Cyan, Grey, Navy) trong đội hình. Còn Kyuranger phá kỷ lục với 12 chiến binh chính thức.
Một số chiến binh còn có cả Power Up, tức là nâng cấp một vài dụng cụ như áo giáp, găng tay, mũ hay vũ khí. Lần đầu tiên chuyện này xảy ra là Battle Tector của Dyna Black trong Dynaman. Sentai có nhiều Power Up nhất là Zyuden Sentai Kyoryuger và chiến binh có nhiều Power Up nhất là Kyoryu Red của Kyoryuger. Ninninger có tới 4 Aka Ninger và tổng số chiến binh của sentai này là 10 người, là sentai có số lượng chiến binh đỏ phá vỡ kỷ lục trước đó (Timeranger, Shinkenger, Magiranger đều có 2 chiến binh đỏ).
Năm 1993, Công ty Saban Entertainment đã chuyển thể bộ phim Zyuranger với tên gọi Mighty Morphin Power Rangers chiếu trên hệ thống kênh Fox Kids, kết hợp các cảnh quay hành động gốc của Nhật Bản với các cảnh quay mới có sự tham gia của các diễn viên Mỹ cho các phân cảnh của câu chuyện. Kể từ đó, gần như mọi loạt Super Sentai sau đó đều trở thành một phần mới của Power Rangers. Một số quốc gia, chẳng hạn như Pháp, Brazil, Thái Lan và Philippines, đã chuyển từ phát sóng Super Sentai sang Power Rangers. Năm 2002, Saban bán bản quyền Power Rangers cho bộ phận Buena Vista của Disney, họ sở hữu nó cho đến năm 2010 và phát sóng Power Rangers trên ABC Kids, ABC Family, Jetix và Toon Disney. Vào ngày 12 tháng 5 năm 2010, Saban mua lại nhượng quyền từ Disney, chuyển chương trình sang kênh Nickelodeon vào năm 2011 với Power Rangers Samurai. Vào ngày 1 tháng 5 năm 2018, công ty đồ chơi Hasbro thông báo họ đã mua lại quyền kinh doanh Power Rangers từ Saban Capital Group với giá 522 triệu đô la.
Song song với Power Rangers, BH Media (BH Kids) là đơn vị vi phạm nặng nề khi công khai đăng các loạt phim Super Sentai lên Youtube và chặn IP Nhật nhằm tránh bị Toei phát hiện; không chỉ vậy BH Kids còn lấy bản Vietsub của các nhóm fansub để thực hiện thuyết minh cho những tập phim trên Youtube trái phép, kể cả lấy các series Super Sentai do hãng phim Phương Nam mua bản quyền và phát hành tại Việt Nam.

## Các phần của loạt phim

### Chính thức
| STT | Tên chính thức | Thời gian phát sóng | Số tập | Biên kịch | Thông tin |
| --- | --- | ------------------- | ------ | --- | --- |
| 1   | Himitsu Sentai Goranger (秘密戦隊ゴレンジャー Himitsu Sentai Gorenjaa, Chiến đội Bí mật Goranger) | 1975 –1977          | 84     | Shōzō Uehara (chính) Susumu Takaku (phụ) Hikaru Arai (phụ) | Là phần đầu tiên và cũng là bộ phim có nhiều tập nhất Ban đầu chỉ được coi là Sentai Năm 1994 được công nhận là Super Sentai Đến năm 2000, chính thức trở thành một phần của Super Sentai |
| 2   | J.A.K.Q. Dengekitai (ジャッカー電撃隊 Jakkā Dengekitai, dịch là J.A.K.Q. Điện kích Đội) | 1977                | 35     | Shōzō Uehara (chính) | Là phần ít tập nhất, chỉ phát sóng trong vòng một năm Ban đầu chỉ được coi là Sentai Năm 1994 được công nhận là Super Sentai Đến năm 2000, chính thức trở thành một phần của Super Sentai Bắt đầu với 4 thành viên. Thành viên thứ 5 (Big One) xuất hiện từ tập 23. Đây là series Sentai ít tập nhất trong lịch sử Super Sentai(do số lượng người ủng hộ quá ít) |
| 3   | Battle Fever J (バトルフィーバーJ Batoru Fībā Jei) | 1979–1980           | 52     | Shōzō Uehara (chính) Susumu Takaku (phụ) | Là bộ phim đầu tiên có sự xuất hiện của robot khổng lồ (Robo đơn thể đầu tiên). Là bộ phim duy nhất mà các senshi không biến hình mà tự mặc trang phục trước khi chiến đấu. Là bộ phim đầu tiên sử dụng thuật ngữ Super Sentai (hai phần trước đó chỉ gọi là Sentai). |
| 4   | Denshi Sentai Denziman (電子戦隊デンジマン Denshi Sentai Denjiman, dịch là Chiến đội Điện tử Denziman) | 1980–1981           | 51     | Shōzō Uehara (chính) | Series đầu tiên có các quái vật bị đánh bại và hoá thành khổng lồ sau đó. Là series đầu tiên có khái niệm Robo henkei (tức robo được chuyển đổi hình dạng từ 1 cỗ máy) |
| 5   | Taiyou Sentai Sun Vulcan (太陽戦隊サンバルカン Taiyō Sentai San Barukan, dịch là Chiến đội Thái dương Sun Vulcan) | 1981–1982           | 50     | Shōzō Uehara (chính) | Là phần tiếp theo của Denziman (đây là bộ phim duy nhất có sự tiếp nối với phần trước). Là chiến đội duy nhất chỉ có 3 thành viên nam và không có thành viên nữ. Là series đầu tiên có khái niệm Gattai (hợp thể, 1 robo được tạo thành từ nhiều mecha) |
| 6   | Dai Sentai Goggle V (大戦隊ゴーグルファイブ Dai Sentai Gōguru Faibu, dịch là Đại Chiến đội Goggle V) | 1982–1983           | 50     | Hirohisa Soda (chính) | Series cuối cùng mà các Senshi có khăn quàng cổ. |
| 7   | Kagaku Sentai Dynaman (科学戦隊ダイナマン Kagaku Sentai Dainaman, tạm dịch là Chiến đội Khoa học Dynaman) | 1983–1984           | 51     | Hirohisa Soda (chính) | Thời lượng mỗi tập giảm còn 25 phút từ tập 10. |
| 8   | Choudenshi Bioman (超電子バイオマン Chō Denshi Baioman, dịch là Siêu điện tử Bioman) | 1984–1985           | 51     | Hirohisa Soda (chính) | Series đầu tiên có hai nữ Senshi trong đội. Là series không có khái niệm quái tuần. Thời lượng mỗi tập phim được cắt xuống còn 19 đến 20 phút. |
| 9   | Dengeki Sentai Changeman (電撃戦隊チェンジマン Dengeki Sentai Chenjiman, dịch là Chiến đội Điện kích Changeman) | 1985–1986           | 55     | Hirohisa Soda (chính) | Series có số tập dài thứ hai với 55 tập (ban đầu dự kiến 51 tập). |
| 10  | Choushinsei Flashman (超新星フラッシュマン Chōshinsei Furasshuman, dịch là Siêu tân tinh Flashman) | 1986–1987           | 50     | Hirohisa Soda (chính) | Series đầu tiên có các chiến binh lớn lên ở ngoài Trái Đất (hành tinh Flash) và trở về Trái Đất để chống lại kẻ thù. |
| 11  | Hikari Sentai Maskman (光戦隊マスクマン Hikari Sentai Masukuman, dịch là Chiến đội Ánh sáng Maskman) | 1987–1988           | 50     | Hirohisa Soda (chính) | Series đầu tiên mà mỗi chiến binh đều có mecha riêng thay vì 5 người lái 3 mecha như trước đây. |
| 12  | 'Choujuu Sentai Liveman (超獣戦隊ライブマン Chōjū Sentai Raibuman, dịch là Chiến đội Siêu thú Liveman) | 1988–1989           | 49     | Hirohisa Soda (chính) | Kỷ niệm bộ phim thứ 10 của loạt phim Super Sentai (tính từ Battle Fever J) Series bắt đầu với 3 thành viên sau đó thêm 2 chiến binh bổ sung. Là phần cuối cùng được sản xuất trong thời kỳ Chiêu hòa. |
| 13  | Kousoku Sentai Turboranger (高速戦隊ターボレンジャー Kōsoku Sentai Tāborenjā, dịch là Chiến đội Cao tốc Tuboranger) | 1989–1990           | 51     | Hirohisa Soda (chính) | Bao gồm tập 1 là tập đặc biệt và 50 tập phim chính. Là phần đầu tiên được sản xuất trong thời kỳ Bình Thành. Bộ phim là kết hợp motif học đường với đề tài tốc độ và xe hơi. |
| 14  | Chikyuu Sentai Fiveman (地球戦隊ファイブマン Chikyū Sentai Faibuman, dịch là Chiến đội Địa cầu Fiveman) | 1990–1991           | 48     | Hirohisa Soda (chính) | Series đầu tiên có các thành viên là anh em trong cùng một gia đình và họ đều là giáo viên tiểu học. |
| 15  | Choujin Sentai Jetman (鳥人戦隊ジェットマン Chōjin Sentai Jettoman, dịch là Chiến đội Điểu nhân Jetman) | 1991–1992           | 51     | Toshiki Inoue (chính) Ken'ichi Araki (phụ) Naruhisa Arakawa (phụ) | Bộ phim từng được cho rằng sẽ là series cuối cùng trong bối cảnh Super Sentai đi xuống. Jetman thành công ngoài dự kiến đã cứu Super Sentai khỏi nguy cơ bị dừng sản xuất. |
| 16  | Kyouryuu Sentai Zyuranger (恐竜戦隊ジュウレンジャー Kyōryū Sentai Jūrenjā, dịch là Chiến đội Khủng long Zyuranger) | 1992–1993           | 50     | Noboru Sugimura (chính) Naruhisa Arakawa (phụ) | Là bộ phim đầu tiên lấy motif khủng long. Chính thức công nhận "Chiến binh thứ 6". Là bộ phim đầu tiên được Hoa Kỳ chuyển thể thành Power Rangers với tên gọi Mighty Morphin Power Rangers. |
| 17  | Gosei Sentai Dairanger (五星戦隊ダイレンジャー Gosei Sentai Dairenjā, dịch là Chiến đội Ngũ tinh Dairanger) | 1993–1994           | 50     | Noboru Sugimura (chính) Toshiki Inoue (phụ) Naruhisa Arakawa (phụ) | Kỷ niệm bộ phim thứ 15 của loạt phim Super Sentai. Hoa Kỳ không chuyển thể loạt phim này mà chỉ đưa Kibaranger (chiến binh trắng) và mecha vào Mighty Morphin Power Rangers mùa 2 và 3. (tính từ Battle Fever J) |
| 18  | Ninja Sentai Kakuranger (忍者戦隊カクレンジャー Ninja Sentai Kakurenjā, dịch là Chiến đội Nhẫn giả Kakuranger) | 1994–1995           | 53     | Noboru Sugimura (chính) | Series đầu tiên về đề tài ninja và có đội trưởng là nữ. Đây là series dài thứ 3 với 53 tập. |
| 19  | Chouriki Sentai Ohranger (超力戦隊オーレンジャー Chōriki Sentai Ōrenjā, dịch là Chiến đội Siêu lực Ohranger) | 1995–1996           | 48     | Noboru Sugimura (chính) | Kỷ niệm 20 năm kể từ khi phát sóng phần đầu tiên (1975-1995). Bắt đầu sản xuất "Super Sentai V-Cinema movie" |
| 20  | Gekisou Sentai Carranger (激走戦隊カーレンジャー Gekisō Sentai Kārenjā, dịch là Chiến đội Kích tẩu Carranger) | 1996–1997           | 48     | Yoshio Urasawa (chính) Naruhisa Arakawa (phụ) | Kỷ niệm bộ phim thứ 20 của loạt phim Super Sentai (Bao gồm cả Goranger và J.A.K.Q) Là bộ phim thứ 2 lấy đề tài xe hơi (sau Turboranger) |
| 21  | Denji Sentai Megaranger (電磁戦隊メガレンジャー Denji Sentai Megarenjā, dịch là Chiến đội Điện từ Megaranger) | 1997–1998           | 51     | Junki Takegami (chính) Yasuko Kobayashi (phụ) Naruhisa Arakawa (phụ) | Chủ đề chính là công nghệ và tuổi trẻ. Là series thứ 2 với motif học đường sau Turboranger. |
| 22  | Seijuu Sentai Gingaman (星獣戦隊ギンガマン Seijū Sentai Gingaman, dịch là Chiến đội Tinh thú Gingaman) | 1998–1999           | 50     | Yasuko Kobayashi (chính) Junki Takegami (phụ) | Là series cuối cùng tính tới thời điểm hiện tại có đuôi "man" trong tên. |
| 23  | Kyuukyuu Sentai GoGo-V (救急戦隊ゴーゴーファイブ Kyūkyū Sentai GōGō Faibu, dịch là Chiến đội Cấp cứu GoGo-V) | 1999–2000           | 50     | Junki Takegami (chính) Jun'ichi Miyashita (phụ) Yasuko Kobayashi (phụ) | Series duy nhất (kể từ Zyuranger) không có chiến binh bổ sung (Jekk chỉ xuất hiện trong movie). Bộ phim lấy đề tài cứu hộ gắn liền với bối cảnh tận thế cuối thế kỷ 20. |
| 24  | Mirai Sentai Timeranger (未来戦隊タイムレンジャー Mirai Sentai Taimurenjā, dịch là Chiến đội Tương lai Timeranger) | 2000–2001           | 51     | Yasuko Kobayashi (chính) | Là siêu chiến đội cuối cùng của thế kỷ 20. Goranger và J.A.K.Q chính thức được thêm vào loạt phim. Loạt phim chính thức được đổi tên thành "Super Sentai Series". Kể từ đó, logo chung của "Super Sentai Series" luôn xuất hiện ở đầu mỗi chương trình. Câu chuyện chính kéo dài đến tập 50, tập cuối cùng là một hồi tưởng đặc biệt về các chiến đội trong quá khứ. |
| 25  | Hyakujuu Sentai Gaoranger (百獣戦隊ガオレンジャー Hyakujū Sentai Gaorenjā, dịch là Chiến đội Bách Thú Gaoranger) | 2001–2002           | 51     | Junki Takegami (chính) Masao Makahoshi (phụ) Naoyuki Sakai (phụ) | Là siêu chiến đội đầu tiên của thế kỷ 21 và là series Sentai thứ 3 lấy chủ đề về động vật (Sun Vulcan, Liveman, và Gingaman). Kỷ niệm bộ phim thứ 25 của loạt phim Super Sentai. |
| 26  | Ninpuu Sentai Hurricanger (忍風戦隊ハリケンジャー Ninpū Sentai Harikenjā, dịch là Chiến đội Nhẫn Phong Hurricanger) | 2002–2003           | 51     | Jun'ichi Miyashita (chính) Naoyuki Sakai (phụ) Atsushi Maekawa (phụ) Naruhisa Arakawa (phụ)                                                                               | Là bộ phim thứ 2 về chủ đề ninja (sau Kakuranger). Ban đầu bộ phim còn có một nhóm khác là Denkosekka Gouraiger (電光石火ゴウライジャー, Điện Quang Thạch Hỏa Gouraiger),về sau họ trở thành một đội với Hurricanger. Sau này ở các phần phim kỷ niệm, Hurricanger còn tính thêm cả Gouraiger và Shurikenger. |
| 27  | Bakuryuu Sentai Abaranger (爆竜戦隊アバレンジャー Bakuryū Sentai Abarenjā, dịch là Chiến đội Bộc long Abaranger) | 2003–2004           | 50     | Naruhisa Arakawa (chính) Yoshio Urasawa (phụ) Atsushi Maekawa (phụ) | Là bộ phim thứ 2 về chủ đề khủng long (sau Zyuranger) |
| 28  | Tokusou Sentai Dekaranger (特捜戦隊デカレンジャー Tokusō Sentai Dekarenjā, dịch là Chiến đội Đặc sưu Dekaranger) | 2004–2005           | 50     | Naruhisa Arakawa (chính) Junki Takegami (phụ) | Bắt đầu xuất hiện màn "hand-off" giữa các chiến đội cũ và mới sau khi hết tập cuối. Lần đầu tiên về đề tài cảnh sát hình sự vũ trụ liên hành tinh và là series Sentai thứ hai về đề tài hình sự (sau Timeranger). |
| 29  | Mahou Sentai Magiranger (魔法戦隊マジレンジャー Mahō Sentai Majirenjā, dịch là Chiến đội Ma pháp Magiranger) | 2005–2006           | 49     | Atsushi Maekawa (chính) Naruhisa Arakawa (phụ) | Bộ phim đầu tiên lấy chủ đề phép thuật. Là bộ phim cuối cùng của dòng phim được quay ở định dạng tiêu chuẩn 4:3. Là bộ phim thứ 2 lấy cảm hứng dựa trên thần thoại Phương Tây (sau Changeman). Là bộ phim thứ 3 lấy mô típ là gia đình (sau Fiveman và GoGo-V) |
| 30  | GoGo Sentai Boukenger (轟轟戦隊ボウケンジャー GōGō Sentai Bōkenjā, dịch là Chiến đội Sấm sét Boukenger) | 2006–2007           | 49     | Shō Aikawa (chính) Yasuko Kobayashi (phụ) Akatsuki Yamatoya (phụ) | Kỷ niệm bộ phim thứ 30 của loạt phim Super Sentai. Là bộ đầu tiên lấy chủ đề phiêu lưu và phá vỡ khuôn khổ về tính cách các chiến binh theo màu sắc. Đây cùng là bộ đầu tiên của dòng phim quay ở định dạng khung hình 16:9 |
| 31  | Juken Sentai Gekiranger (獣拳戦隊ゲキレンジャー Jūken Sentai Gekirenjā, dịch là Chiến đội Thú quyền Gekiranger") | 2007–2008           | 49     | Michiko Yokote (chính) Naruhisa Arakawa (phụ) | Là bộ phim thứ 3 về chủ đề võ thuật (sau Maskman và Dairanger). |
| 32  | Engine Sentai Go-onger (炎神戦隊ゴーオンジャー Enjin Sentai Gōonjā, dịch là Chiến đội Cơ động Go-onger) | 2008–2009           | 50     | Junki Takegami (chính) Shō Aikawa (phụ) Jun'ichi Miyashita (phụ) | Là bộ phim đầu tiên có bài hát chủ đề đạt top 10 trên bảng xếp hạng hàng tuần Oricon. Engine Sentai Go-onger vs. Gekiranger là bộ phim liên minh thứ 15. Đây là bộ phim thứ 3 về chủ đề xe hơi (sau Turboranger và Carranger). Bộ phim đầu tiên có 2 chiến binh cùng được tính là 6th và là series đầu tiên có chiến binh thứ 6 là nữ. |
| 33  | Samurai Sentai Shinkenger (侍戦隊シンケンジャー Samurai Sentai Shinkenjā, dịch là Chiến đội Samurai Shinkenger ) | 2009–2010           | 49     | Yasuko Kobayashi (chính) | Bài hát chủ đề đạt vị trí thứ 4 trên bảng xếp hạng Oricon. Là series đầu tiên quay ở chất lượng 720p thay vì 480p như trước. Trong các tập 20 và 21 có sự xuất hiện của Kamen Rider Decade. Đây là series đầu tiên xuất hiện nữ chiến binh đỏ. |
| 34  | Tensou Sentai Goseiger (天装戦隊ゴセイジャー Tensō Sentai Goseijā, dịch là Chiến đội Thiên sứ Goseiger) | 2010–2011           | 50     | Michiko Yokote (chính) Naruhisa Arakawa (phụ) Kento Shimoyama (phụ) | Bộ phim đầu tiên lấy mô típ thiên thần. Đây là bộ phim thứ 2 về chủ đề phép thuật (sau Magiranger) |
| 35  | Kaizoku Sentai Gokaiger (海賊戦隊ゴーカイジャー Kaizoku Sentai Gōkaijā, dịch là Chiến đội Hải tặc Gokaiger) | 2011 - 2012         | 51     | Naruhisa Arakawa (chính) Junko Kōmura (phụ) Kento Shimoyama (phụ) | Kỷ niệm bộ phim thứ 35 của loạt phim Super Sentai. Lấy chủ đề cướp biển. Gokaiger có khả năng biến thân thành các chiến binh đời trước. Bộ phim có sự xuất hiện của các nhân vật từ các phần trước. Đây là bộ phim thứ 2 về kho báu (sau Boukenger). |
| 36  | Tokumei Sentai Go-Busters (特命戦隊ゴーバスターズ Tokumei Sentai Gōbasutāzu, dịch là Chiến đội Đặc mệnh Go-Busters) | 2012–2013           | 50     | Yasuko Kobayashi (chính) Kento Shimoyama (phụ) Nobuhiro Mouri (phụ) | Là bộ phim thứ 3 chủ đề hình sự (sau Timeranger & Dekaranger) |
| 37  | Zyuden Sentai Kyoryuger (獣電戦隊キョウリュウジャー Jūden Sentai Kyōryūjā, dịch là Chiến đội Thú điện Kyoryuger) | 2013–2014           | 48     | Riku Sanjo (tất cả các tập) | Đây là bộ phim thứ 3 lấy chủ đề khủng long (sau Zyuranger và Abaranger). Có tất cả 10 chiến binh (con số cao nhất vào thời điểm đó), và có 14 nhân vật đã biến hình. Hàn Quốc đã chuyển thể bộ phim với tên gọi Power Rangers Dino Force Brave đóng vai trò như phần tiếp theo và phát sóng vào năm 2017. |
| 38  | Ressha Sentai ToQger (列車戦隊トッキュウジャー Ressha Sentai Tokkyūjā, dịch là Chiến đội Liệt xa ToQger) | 2014–2015           | 47     | Yasuko Kobayashi (chính) Akatsuki Yamatoya (phụ) | Là bộ phim đầu tiên lấy chủ đề về tàu hoả và trí tưởng tượng. |
| 39  | Shuriken Sentai Ninninger (手裏剣戦隊ニンニンジャー Shuriken Sentai Ninninjā, dịch là Chiến đội Thủ lý kiếm Ninninger) | 2015–2016           | 47     | Kento Shimoyama (chính) Nobuhiro Mouri (phụ) | Là bộ phim thứ 3 về ninja (sau Kakuranger và Hurricanger). |
| 40  | Doubutsu Sentai Zyuohger (動物戦隊ジュウオウジャー Dōbutsu Sentai Jūōjā, dịch là Chiến đội Động vật Zyuohger) | 2016–2017           | 48     | Junko Kōmura (chính) | Kỷ niệm bộ phim thứ 40 của loạt phim Super Sentai Là bộ thứ tư lấy chủ đề động vật sau Sun Vulcan, Liveman, Gingaman và Gaoranger. Tập 29 kỷ niệm tập phim thứ 2000 của loạt phim. |
| 41  | Uchuu Sentai Kyuranger (宇宙戦隊キュウレンジャー Uchuu Sentai Kyūrenjā, dịch là Chiến đội Vũ trụ Kyuranger) | 2017–2018           | 48     | Nobuhiro Mouri (chính) | Là bộ phim đầu tiên có khởi đầu là 9 người và số chiến binh chính thức là 12 (nhiều chiến binh nhất trong lịch sử tính đến hiện tại)và là bộ phim đầu tiên lấy chủ đề là vũ trụ Đây là series đầu tiên có chiến binh lục là nữ. |
| 42  | Kaitou Sentai Lupinranger VS Keisatsu Sentai Patranger (快盗戦隊ルパンレンジャー VS 警察戦隊パトレンジャー Kaitō Sentai Rupanrenjā buiesu Keisatsu Sentai Patorenjā , dịch là Chiến đội Khoái đạo Lupinranger VS Chiến đội Cảnh sát Patranger) | 2018–2019           | 51     | Junko Kōmura (chính) Akatsuki Yamatoya (phụ) Kaori Kaneko (phụ) Naruhisa Arakawa (phụ)                                                                                    | Là bộ phim đầu tiên có hai chiến đội chính thức đối đầu với nhau (một bên muốn giành lấy Lupin Collection để hồi sinh những người thân đã mất, bên còn lại thì muốn bảo vệ Lupin Collection khỏi tổ chức Gangler- một tổ chức độc ác đã nhắm đến Lupin Collection từ lâu và âm mưu lấy cắp toàn bộ bảo vật để thực hiện hoá mưu đồ đen tối) (Ban đầu Lupinranger là đội thứ 42 và Patranger là đội thứ 43. Nhưng về sau Patranger được gộp chung với Lupinranger, đồng nghĩa với việc Patranger được mang danh hiệu "đội thứ 42" vì là 1 phần của "VS Sentai", khái niệm ám chỉ việc 2 đội Sentai xuất hiện trong cùng 1 series nhưng được tính là 1 đội duy nhất. Cho tới Gozyuger thì Lupinranger và Patranger lại được tính là 2 đội khác nhau.) Đây là bộ phim đầu tiên sử dụng 2 chủ đề cùng 1 lúc, với lần đầu tiên sử dụng chủ đề siêu trộm cho Lupinranger và lần thứ 4 sử dụng chủ đề hình sự cho Patranger (sau Timeranger, Dekaranger và Go-Busters). |
| 43  | Kishiryu Sentai Ryusoulger (騎士竜戦隊リュウソウジャー Kishiryū Sentai Ryūsoujā, dịch là Chiến đội Kị sĩ long Ryusoulger) | 2019–2020           | 48     | Junpei Yamaoka (chính) Ayumi Shimo (phụ) | Phần phim cuối cùng được sản xuất trong thời kỳ Bình Thành. Đây là bộ phim thứ 4 về khủng long (sau Zyuranger, Abaranger và Kyoryuger). |
| 44  | Mashin Sentai Kiramager (魔進戦隊キラメイジャー Mashin Sentai Kirameijā, dịch là Chiến đội Ma tiến Kiramager) | 2020–2021           | 45     | Naruhisa Arakawa (chính) Ayumi Shimo (phụ) Tete Inoue (phụ) Kaori Kaneko (phụ)                                                                                            | Phần phim đầu tiên của thời kỳ Lệnh Hòa. Kỷ niệm 45 năm kể từ khi phát sóng phần đầu tiên (1975-2020). Bộ phim sử dụng cùng lúc 3 chủ đề: đá quý (lần đầu), xe cộ (lần thứ 4 sau Turboranger, Carranger và Go-onger) và phép thuật (lần thứ 3 sau Magiranger và Goseiger) Lần thứ hai xuất hiện nữ chiến binh lục trong đội hình chính. |
| 45  | Kikai Sentai Zenkaiger (機界戦隊ゼンカイジャー Kikai Sentai Zenkaijā , dịch là Chiến đội Cơ giới Zenkaiger) | 2021–2022           | 49     | Junko Kōmura (chính) | Kỷ niệm bộ phim thứ 45 của loạt phim Super Sentai. Là chiến đội đầu tiên lấy chủ đề là máy móc Đây là chiến đội đầu tiên có lãnh đạo là con người và các thành viên còn lại là người máy,đến từ 1 thế giới khác. Tạo hình của ZenKaiser được lấy cảm hứng từ Aka Ranger cùng Big One và Dragon Ranger. Một số người còn chỉ ra ZenKaiser có tạo hình tương tự như Kamen Rider Mach. Tạo hình của TwoKaiser được lấy cảm hứng từ Gokaiger. |
| 46  | Avataro Sentai Donbrothers (暴太郎戦隊ドンブラザーズ Abatarō Sentai Donburazāzu, dịch là Chiến đội Bạo thái lang Donbrothers) | 2022-2023           | 50     | Toshiki Inoue (chính) | Nối tiếp câu chuyện của Zenkaiger. Series sử dụng motif của truyện cổ tích Momotarō. sử dụng Avataro Gears- các mề đay chứa sức mạnh của các chiến binh tiền nhiệm. Chiến binh đỏ được debut ngay trong tập 42 của Zenkaiger. Đây là series đầu tiên có chiến binh hồng là nam |
| 47  | Ohsama Sentai King-Ohger (王様戦隊キングオージャー Ō-Sama Sentai Kingu-Ōjā, dịch là Chiến đội Vương dạng King-Ohger) | 2023-2024           | 50     | Minato Takano (chính) | Là chiến đội tiếp nối Donbrothers trong năm 2023. Series này là series đầu tiên mà cả đội đều lấy motif là côn trùng. |
| 48  | Bakuage Sentai Boonboomger (爆上戦隊ブンブンジャー Bakuage Sentai Bunbunjā, dịch là Chiến đội Bộc thượng Boonboomger) | 2024-2025           | 48     | Atsuhiro Tomioka (chính) | Là chiến đội thứ 48 tiếp nối King-Ohger trong năm 2023. Đây là series Super Sentai thứ sáu không có chiến binh màu vàng và là bộ phim thứ 5 về chủ đề xe hơi (sau Turboranger, Carranger, Go-onger và Kiramager). |
| 49  | No.1 Sentai Gozyuger (ナンバーワン戦隊ゴジュウジャー Nanbāwan sentai gojuujā, dịch là Chiến đội Số 1 Gozyuger) | 2025-2026           | TBA    | Biên kịch: Inoue Akiko (con gái biên kịch Inoue Toshiki) Đạo diễn: Tasaki Ryuta Đạo diễn Action: Fukuzawa Hirofumi Hiệu ứng đặc biệt: Butsuda Hiroshi Âm nhạc: Sawada Kan | Kỷ niệm 50 năm kể từ khi phát sóng phần đầu tiên (1975-2025). Là bộ thứ sáu lấy chủ đề động vật sau Sun Vulcan, Choujuu Sentai Liveman, Gingaman, Gaoranger và Zyuohger. Gozyuger là chiến đội đầu tiên có chiến binh đen là nữ. Là bộ phim đầu tiên mà các thành viên trong đội sẽ buộc phải tranh đấu nội bộ với mục đích là dành về riêng cho mình những chiếc Sentai Ring- thứ được cho là chứa quyền năng và sức mạnh rất lớn (Nguyên nhân là do Universe Taisen-Đại chiến vũ trụ- đã nổ ra và cự nhân cuối cùng -TegaSword- đã dùng chút sức lực cuối cùng mà các cự nhân tiền nhiệm khác trao cho - để ngăn chặn cái ác và cái giá phải trả là các cự nhân tiền nhiệm hi sinh và tạo ra một Nghĩa địa cự nhân, và TegaSword đã tự biến mình thành đá và ở đó chờ đợi sự xuất hiện của đấng cứu thế - có thể hiểu ở đây là người được chính những chiếc nhẫn - nguồn gốc sức mạnh của TegaSword - lựa chọn, đồng nghĩa với việc giữa TegaSword và vật chủ - thành lập một khế ước có tên là Khế ước Chỉ Luân - TegaSword sẽ đáp ứng nguyện vọng của vật chủ với điều kiện phải thu thập toàn bộ các Sentai Ring. |

### Không chính thức
- Hikounin Sentai Akibaranger (非公認戦隊アキバレンジャー Hikōnin Sentai Akibarenjā?), dịch là Chiến đội Không chính thức Akibaranger, là series 15+ không chính thức dành cho fan của Super Sentai trong năm 2012 từ khi còn nhỏ.
- Hikounin Sentai Akibaranger Season Tsuu (非公認戦隊アキバレンジャーシーズン痛?),  dịch là Chiến đội Không chính thức Akibaranger Mùa 2. Đây là phần tiếp theo của Akibaranger, mặc dù trong bộ phim này, nhiều tập của mùa đầu tiên đã được làm tiếp theo.

## Liên minh siêu chiến đội

### Siêu liên minh
Là hình thức gặp mặt giữa nhiều đội với nhau (như sự kiện Super Sentai World mà Kakuranger đã liên minh với bốn đội trước: Dairanger, Zyuranger, Jetman và Fiveman) hay chỉ gặp mặt với từng thành viên trong các đội đó (khởi đầu dạng này là sự kiện Hyakujuu Sentai Gaoranger vs. Super Sentai!! khi các Chiến binh Gaoranger đã hội ngộ với Banba Soukichi (番場壮吉 ?)/ Big One (ビッグワン Biggu Wan?), Amamiya Yuusuke (天宮勇介 ?)/ Red Falcon (レッドファルコン Reddo Farukon?), Imamura Miku (今村 みく ?)/ MegaPink (メガピンク Megapinku?), Gouki (ゴウキ ?)/ GingaBlue (ギンガブルー Gingaburū?) và Tatsumi Daimon (巽 大門 ?)/ GoYellow (ゴーイエロー Gōierō?) và 24 chiến binh Đỏ trước.
- Super Sentai World
- Hyakujuu Sentai Gaoranger vs. Super Sentai!!
- GoGo Sentai Boukenger vs. Super Sentai
- Gokaiger vs Goseiger & Super Sentai: 199 Hero Daikessen
- Super Sentai Saikyo Battle

### Liên minh thông thường
Lịch sử của liên minh Sentai bắt đầu vào sự kiện J.A.K.Q. Dengekitai vs. Goranger là cuộc gặp mặt giữa J.A.K.Q. và Goranger nhưng kiểu liên minh giữa hai đội chỉ trở thành truyền thống trong Super Sentai khi Ohranger gặp Kakuranger trong Ohranger vs. Kakuranger và từ đó được tiếp diễn trong các seri tiếp theo.
- JAKQ Dengekitai vs. Goranger
- Chouriki Sentai Ohranger: Olé vs. Kakuranger
- Gekisou Sentai Carranger vs. Ohranger
- Denji Sentai Megaranger vs. Carranger
- Seijuu Sentai Gingaman vs. Megaranger
- Kyuukyuu Sentai GoGo-V vs. Gingaman
- Mirai Sentai Timeranger vs. GoGo-V
- Ninpuu Sentai Hurricanger vs. Gaoranger
- Bakuryuu Sentai Abaranger vs. Hurricanger
- Tokusou Sentai Dekaranger vs. Abaranger
- Mahou Sentai Magiranger vs. Dekaranger
- Juken Sentai Gekiranger vs. Boukenger
- Engine Sentai Go-onger vs. Gekiranger
- Samurai Sentai Shinkenger vs. Go-onger Ginmaku Bang!!
- Tensou Sentai Goseiger vs. Shinkenger: Epic on Ginmaku
- Tokumei Sentai Go-Busters vs. Kaizoku Sentai Gokaiger: The Movie
- Zyuden Sentai Kyoryuger vs. Go-Busters: The Great Dinosaur Battle! Farewell Our Eternal Friends
- Ressha Sentai ToQger Vs Zyuden Sentai Kyoryuger: The Movie
- Shuriken Sentai Ninninger vs. ToQger The Movie: Ninja in Wonderland
- Doubutsu Sentai Zyuohger vs. Ninninger The Movie: Super Sentai's Message from the Future
- Lupinranger VS Patranger VS Kyuranger
- Kishiryu Sentai Ryusoulger VS Lupinranger VS Patranger: The Movie
- Mashin Sentai Kiramager vs. Ryusoulger
- Kikai Sentai Zenkaiger vs Kiramager vs Senpaiger
- Avataro Sentai Donbrothers vs. Zenkaiger
- Ohsama Sentai King-Ohger vs. Donbrothers
- Bakuage Sentai Boonboomger vs. King-Ohger

Trước 2 sự kiện kỉ niệm cùng với phần phim thứ 25, 30. Toei không có sản xuất các phim liên minh với đội trước (Gaoranger không gặp Timeranger, Boukenger không gặp Magiranger).
Vì năm 2018 đã diễn ra sự kiện Kyuranger vs Space Squad Gavan cho nên Uchuu Sentai Kyuranger không gặp Doubutsu Sentai Zyuohger.

### Liên minh với Kamen Rider

Poster của Kamen Rider × Super Sentai: Super Hero Taisen phần phim liên minh với Kamen Rider đầu tiên

Ngoài việc liên minh với các Sentai khác, họ còn liên minh với các Kamen Rider để bảo vệ hòa bình 
- Kamen Rider X Super Sentai: Super Hero Taisen
- Kamen Rider x Super Sentai: Super Hero Taisen Z
- Kamen Rider x Super Sentai: Chou Super Hero Taisen
- Saber + Zenkaiger: Super Hero Senki

### Space Squad
- Space Squad: Gavan Vs Dekaranger
- Space Squad: Gavan Vs Gokaiger
- Space Squad: Gavan Vs Kyuranger

## Các phần phim kỉ niệm

### Phim điện ảnh kỉ niệm 10 năm phát sóng
- Ninpuu Sentai Hurricanger: 10 Years After
- Tokusou Sentai Dekaranger: 10 Years After
- Engine Sentai Go-onger: 10 Years Grand Prix
- Kaizoku Sentai: Ten Gokaiger

### Phim điện ảnh kỉ niệm 20 năm phát sóng
- Ninpuu Sentai Hurricanger De Gozaru! Shushutto 20th Anniversary[14][15]
- Bakuryuu Sentai Abaranger 20th: Unforgivable Abare[16][17]
- Tokusou Sentai Dekaranger 20th: Fireball Booster[18]

## Các phần phim điện ảnh
- 1975: Himitsu Sentai Goranger
- 1975: Himitsu Sentai Goranger: The Blue Fortress
- 1976: Himitsu Sentai Goranger: The Red Death Match
- 1976: Himitsu Sentai Goranger: The Bomb Hurricane
- 1976: Himitsu Sentai Goranger: Fire Mountain's Final Explosion
- 1977: J.A.K.Q. Dengekitai
- 1978: J.A.K.Q. Dengekitai vs. Goranger
- 1979: Battle Fever J
- 1980: Denshi Sentai Denziman
- 1981: Taiyo Sentai Sun Vulcan
- 1982: Dai Sentai Goggle-V
- 1983: Kagaku Sentai Dynaman
- 1984: Choudenshi Bioman
- 1985: Dengeki Sentai Changeman
- 1985: Dengeki Sentai Changeman: Shuttle Base! Crisis!
- 1986: Choushinsei Flashman
- 1987: Choushinsei Flashman: Big Rally! Titan Boy!!
- 1987: Hikari Sentai Maskman
- 1989: Kousoku Sentai Turboranger
- 1993: Gosei Sentai Dairanger
- 1994: Ninja Sentai Kakuranger
- 1994: Super Sentai World
- 1994: Toei Hero Daishugō
- 1995: Chouriki Sentai Ohranger
- 2001: Hyakujuu Sentai Gaoranger: The Fire Mountain Roars
- 2002: Ninpuu Sentai Hurricaneger: Shushutto The Movie
- 2003: Bakuryū Sentai Abaranger DELUXE: Abare Summer is Freezing Cold!
- 2004: Tokusou Sentai Dekaranger The Movie: Full Blast Action
- 2005: Mahou Sentai Magiranger The Movie: Bride of Infershia ~Maagi Magi Giruma Jinga~
- 2006: GoGo Sentai Boukenger The Movie: The Greatest Precious
- 2007: Juken Sentai Gekiranger: Nei-Nei! Hou-Hou! Hong Kong Decisive Battle
- 2008: Engine Sentai Go-onger: Boom Boom! Bang Bang! GekijōBang!!
- 2009: Engine Sentai Go-onger vs. Gekiranger
- 2009: Samurai Sentai Shinkenger the Movie: The Fateful War
- 2010: Samurai Sentai Shinkenger vs. Go-onger: GinmakuBang!!
- 2010: Tensou Sentai Goseiger: Epic on the Movie
- 2011: Tensou Sentai Goseiger vs. Shinkenger: Epic on Ginmaku
- 2011: Gokaiger Goseiger Super Sentai 199 Hero Great Battle
- 2011: Kaizoku Sentai Gokaiger the Movie: The Flying Ghost Ship
- 2012: Kaizoku Sentai Gokaiger vs. Space Sheriff Gavan: The Movie
- 2012: Kamen Rider × Super Sentai: Super Hero Taisen
- 2012: Tokumei Sentai Go-Busters the Movie: Protect the Tokyo Enetower!
- 2013: Tokumei Sentai Go-Busters vs. Kaizoku Sentai Gokaiger: The Movie
- 2013: Kamen Rider × Super Sentai × Space Sheriff: Super Hero Taisen Z
- 2013: Zyuden Sentai Kyoryuger: Gaburincho of Music
- 2014: Zyuden Sentai Kyoryuger vs. Go-Busters: The Great Dinosaur Battle! Farewell Our Eternal Friends
- 2014: Heisei Riders vs. Shōwa Riders: Kamen Rider Taisen feat. Super Sentai
- 2014: Ressha Sentai ToQger the Movie: Galaxy Line S.O.S.
- 2015: Ressha Sentai ToQger vs. Kyoryuger: The Movie
- 2015: Super Hero Taisen GP: Kamen Rider 3
- 2015: Shuriken Sentai Ninninger the Movie: The Dinosaur Lord's Splendid Ninja Scroll!
- 2016: Shuriken Sentai Ninninger vs. ToQger the Movie: Ninja in Wonderland
- 2016: Doubutsu Sentai Zyuohger the Movie: The Exciting Circus Panic!
- 2017: Doubutsu Sentai Zyuohger vs. Ninninger the Movie: Super Sentai's Message from the Future
- 2017: Kamen Rider × Super Sentai: Ultra Super Hero Taisen
- 2017: Uchu Sentai Kyuranger the Movie: Gase Indaver Strikes Back
- 2018: Kaitou Sentai Lupinranger VS Keisatsu Sentai Patranger en Film
- 2019: Kishiryu Sentai Ryusoulger the Movie: Time Slip! Dinosaur Panic
- 2020: Kishiryu Sentai Ryusoulger VS Lupinranger VS Patranger
- 2020: Mashin Sentai Kiramager: Episode Zero
- 2021: Mashin Sentai Kiramager The Movie: Bee-Bop Dream
- 2021: Kikai Sentai Zenkaiger The Movie: Red Battle! All Sentai Rally!!
- 2021: Kishiryu Sentai Ryusoulger Special Chapter: Memory of Soulmates
- 2021: Saber + Zenkaiger: Superhero Senki
- 2022: Avataro Sentai Donbrothers The Movie: New First Love Hero
- 2023: Ohsama Sentai King-Ohger: Adventure Heaven
- 2024: Bakuage Sentai Boonboomger GekijoBoon! Promise the Circuit

## Các phần phim V-Cinema
- 1996: Chōriki Sentai Ohranger: Ohré vs. Kakuranger
- 1997: Gekisou Sentai Carranger vs. Ohranger
- 1998: Denji Sentai Megaranger vs. Carranger
- 1999: Seijuu Sentai Gingaman vs. Megaranger
- 1999: Kyuukyuu Sentai GoGoFive: Sudden Shock! A New Warrior!
- 2000: Kyuukyuu Sentai GoGoFive vs. Gingaman
- 2001: Mirai Sentai Timeranger vs. GoGoFive
- 2001: Hyakujuu Sentai Gaoranger vs. Super Sentai
- 2003: Ninpuu Sentai Hurricaneger vs. Gaoranger
- 2004: Bakuryū Sentai Abaranger vs. Hurricaneger
- 2005: Tokusou Sentai Dekaranger vs. Abaranger
- 2006: Mahou Sentai Magiranger vs. Dekaranger
- 2007: GoGo Sentai Boukenger vs. Super Sentai
- 2008: Juken Sentai Gekiranger vs. Boukenger
- 2010: Samurai Sentai Shinkenger Returns
- 2011: Tensou Sentai Goseiger Returns
- 2013: Tokumei Sentai Go-Busters Returns vs. Dōbutsu Sentai Go-Busters
- 2013: Ninpuu Sentai Hurricaneger: 10 Years After
- 2014: Zyuden Sentai Kyoryuger: 100 Years After
- 2015: Ressha Sentai ToQger Returns
- 2015: Tokusou Sentai Dekaranger: 10 Years After
- 2016: Shuriken Sentai Ninninger Returns
- 2017: Doubutsu Sentai Zyuohger Returns: Give Me Your Life! Earth Champion Tournament
- 2017: Space Squad: Uchuu Keiji Gavan vs. Tokusou Sentai Dekaranger
- 2017: Uchu Sentai Kyuranger: Episode of Stinger
- 2018: Uchu Sentai Kyuranger vs. Space Squad
- 2018: Engine Sentai Go-Onger: 10 Years Grand Prix
- 2019: Lupinranger VS Patranger VS Kyuranger
- 2021: Kaizoku Sentai: Ten Gokaiger

### Các tập Televi Magazine
Super Video - Special DVD:
- 1992: Kyoryu Sentai Zyuranger Dino Video
- 1994: Ninja Sentai Kakuranger Super Video: The Hidden Scroll
- 1995: Chōriki Sentai Ohranger Member Notebook
- 1996: Gekisou Sentai Carranger Super Video
- 1997: Denji Sentai Megaranger Super Video: You Can Be One Too! A Mega Hero
- 1998: Seijuu Sentai Gingaman Super Video: The Secret Fruit of Wisdom
- 1999: Kyuukyuu Sentai GoGoFive: Five Lessons of Rescue Spirits
- 2000: Mirai Sentai Timeranger Super Video: All the Strongest Hero Secrets
- 2001: Hyakujuu Sentai Gaoranger Super Video: Showdown! Gaoranger vs. GaoSilver
- 2002: Ninpuu Sentai Hurricaneger Super Video: Super Ninja vs Super Kuroko
- 2003: Bakuryū Sentai Abaranger Super Video: All Bakuryuu Roaring Laughter Battle
- 2004: Tokusou Sentai Dekaranger Super Video: Super-Special Technique Showdown! DekaRed vs. DekaBreak
- 2005: Mahou Sentai Magiranger Special DVD: Great Presentation! The Super Magic of the Gold Grip Phone ~Goru Gooru Goo Goo~
- 2007: Juken Sentai Gekiranger Special DVD: Gyun-Gyun! Fist Sage Great Athletic Meet
- 2008: Engine Sentai Go-Onger Special DVD: It's a Seminar! Everyone GO-ON!!
- 2009: Samurai Sentai Shinkenger Special DVD: The Light Samurai's Surprise Transformation
- 2010: Tensou Sentai Goseiger Special DVD: Gotcha☆Miracle! Total Gathering Collection
- 2011: Kaizoku Sentai Gokaiger Special DVD: Let's Do This Goldenly! Roughly! 36 Round Gokai Change!!
- 2012: Tokumei Sentai Go-Busters vs. Beet Buster vs. J
- 2013: Zyuden Sentai Kyoryuger: It's Here! Armed On Midsummer Festival!!
- 2014: Ressha Sentai ToQger: Farewell, Ticket! The Wasteland Super ToQ Battle!
- 2015: Shuriken Sentai Ninninger: Aka Ninger vs. Star Ninger Hundred Nin Battle!
- 2018: Kaitou Sentai Lupinranger VS Keisatsu Sentai Patranger: Girlfriends Army

## Phát hành quốc tế
Có nguồn gốc ở Nhật Bản, nhưng hình ảnh của Super Sentai cũng rất phổ biến ở các nước khác.

### Châu Âu
Choudenshi Bioman và Hikari Sentai Maskman đã chiếu ở Pháp trong những năm 1980. Thêm vào đó, Choujuu Sentai Liveman và Kousoku Sentai Turboranger đã chiếu ở Tây Ban Nha và Bồ Đào Nha. Denshi Sentai Denziman và Dai Sentai Goggle V thì ở Ý.

### Đông Nam Á
Như ở Pháp, Bioman và Maskman đã được chiếu ở Philippin những năm 1980. Các series Sentai khác cũng được chiếu ở Malaysia những năm 1990 lồng tiếng Anh. Nhiều series đã được chiếu ở Thái Lan từ những năm 1980. Ở Thái, nhiều series mới hơn đã được chiếu trên Channel 9 một năm sau khi Nhật Bản sản xuất nó cho đến trước những năm 1990 khi Power Rangers thay Kyōryū Sentai Zyuranger. 
Tại Indonesia, sê-ri Super Sentai lần đầu tiên được đưa lên truyền hình Indonesia vào cuối những năm 80 bởi một trong những đài truyền hình tư nhân, SCTV với sê-ri Kagaku Sentai Dynaman cùng TVRI, TPI, RCTI và kết thúc năm 2006 với sê-ri Mirai Sentai Timeranger. Sau loạt Timeranger, Indonesia không còn phát sóng loạt Super Sentai và chuyển sang loạt chuyển thể Power Rangers. Vào ngày 27 tháng 4 năm 2019, loạt phim Super Sentai lên sóng trở lại RTV với loạt phim thứ 41 - Uchu Sentai Kyuranger.

### Việt Nam
Hãng phim Phương Nam là đơn vị mua bản quyền, phân phối, khai thác, thuyết minh tiếng Việt và phát hành các loạt series của Super Sentai. Bắt đầu phát hành từ năm 2003 loạt phim Hyakujuu Sentai Gaoranger, được sản xuất dưới định dạng VCD và DVD, là loạt phim bán chạy nhất Việt Nam lúc đó. Đến năm 2007, hãng phim Phương Nam lại tiếp tục phát hành loạt phim Tokusou Sentai Dekaranger. Tiếp đó các series Sentai được phát hành là: Mahou Sentai Magiranger (2008); GoGo Sentai Boukenger (2009); Juken Sentai Gekiranger (2010); Engine Sentai Go-onger (2011); Samurai Sentai Shinkenger (2012); Tensou Sentai Goseiger (2013); sau đó chỉ phát hành DVD như loạt phim Kaizoku Sentai Gokaiger (2014) và Tokumei Sentai Go-Busters (2015). Kể từ năm 2016, hãng phim Phương Nam phối hợp cùng với kênh truyền hình thiếu nhi SCTV3-Sao TV (nay là SeeTV) phát sóng Zyuden Sentai Kyoryuger (trước đó hãng phim Phương Nam từng cộng tác với HTVC Gia đình công chiếu từ Magiranger đến Goseiger, riêng Gokaiger từng chiếu trên VTC8), sau đó là Ressha Sentai ToQger và cuối cùng là Shuriken Sentai Ninninger, kể từ sau phần phim đó việc sản xuất DVD hoặc VCD Super Sentai hay chiếu trên kênh truyền hình đều đã dừng lại. Ngoài việc phát hành của Hãng phim Phương Nam, hầu hết các series Super Sentai đều được cộng đồng mạng Việt Nam dịch phụ đề tiếng Việt và đăng tải trên các website phim phụ đề tiếng Việt (điển hình là Toku Friends Fansub và Unmei Fansub) hoặc được phát hành đĩa hình lậu tràn lan trên thị trường bởi các đơn vị thuyết minh phim tư nhân. Diễn viên lồng tiếng Đoàn Thị Tuyết Mai bắt đầu đọc thuyết minh với series Gaoranger, sau đó bà đọc thuyết minh từ Dekaranger đến Gokaiger. Kể từ Go-buster đến Ninninger là giọng nam thuyết minh, đặc biệt 2 series là ToQger và Ninninger có thêm giọng nữ đọc thuyết minh mới. 
Trong thời gian trước khi Hyakujuu Sentai Gaoranger được chính thức mua bản quyền bởi Hãng phim Phương Nam năm 2003, loạt phim này từng được các đơn vị tư nhân thực hiện thuyết minh trái phép và phát hành băng hình VHS và đĩa VCD lậu trôi nổi tại thị trường Việt Nam trong những năm 2001 và 2002. Hơn nữa từ thập niên 2000 trở về trước, thế hệ thiếu nhi Việt Nam chỉ biết đến loạt phim được làm lại từ Super Sentai bởi Saban Entertainment mang tên Power Rangers. Sau khi Hãng phim Phương Nam kết thúc việc mua bản quyền Gaoranger năm 2003 và từ những năm 2004 đến 2006, Hãng phim Phương Nam đã bỏ qua việc mua bản quyền 2 bộ Super Sentai là Ninpuu Sentai Hurricaneger và Bakuryuu Sentai Abaranger. Nhận thấy đi điều này, một đơn vị thuyết minh phim tư nhân đã mời Nguyễn Đông đọc thuyết minh cho series Hurricaneger (dịch là Chiến đội Nhẫn phong) và anh dịch thành Đội dũng sĩ Thần phong hiệp. Đặc biệt ở chỗ, Nguyễn Đông vốn là người lồng tiếng cho phim Hoa ngữ nên anh bị ảnh hưởng nặng bởi bản lồng tiếng Quảng Đông của series Hurricaneger bởi Đài Truyền hình Hồng Kông TVB, điển hình như anh đọc sai tên nhân vật như Shiina Yousuke là "Chi-min Yon-chi", Nono Nanami là "Shi-han", Bitou Kouta thành "Cung-tan", Kasumi Ishuu là "Yi-cheo", Kasumi Ikkou là "Yi-chia", Hinata Oboro là "Shi-mon", Thủ Lĩnh Tau Zanto là "Đại nhân Đa-chin-đao", Furabijo là "Fulabiki",... Chính vì bản thuyết minh hài hước của anh tạo nên cơn sốt cho người hâm mộ của Hurricaneger tại Việt Nam. Sau này, Đoàn Thị Tuyết Mai đọc thuyết minh các chiến binh Hurricaneger trong series Kaizoku Sentai Gokaiger (dịch là Siêu nhân Hải tặc, còn bản phát hành của Hãng phim Phương Nam lấy tên là Gokaigers - Truy tìm kho báu vũ trụ) hầu như bị sai (nhất là trong tập 25 & 26). Một số cá nhân vẫn thích bản thuyết minh Hurricaneger của Nguyễn Đông và chỉ trích cũng như ngán ngẩm bản thuyết minh của Tuyết Mai cũng vì lẽ đó, nhất là bà đọc thuyết minh khẩu lệnh biến hình của Hurricaneger.

### Hoa Kỳ
Sau Honolulu, KIKU-TV của Hawaii đã thành công với Android Kikaider (được gọi là Kikaida) và Kamen Rider V3 trong những năm 1970, các chương trình Super Sentai, kể cả Himitsu Sentai Goranger và Battle Fever J, đã được mang tới thị trường Hawaii (phát sóng Tiếng Nhật phụ đề Tiếng Anh bởi JN Productions). Himitsu Sentai Goranger cũng chiếu Tiếng Nhật ở Sacramento, San Francisco và Los Angeles, California trong 1976–1977. J.A.K.Q. Dengekitai cũng chiếu ở Los Angeles, California sau Himitsu Sentai Goranger. Kagaku Sentai Dynaman cũng được nhái trên USA Network trong Night Flight trong 1987. 1993, Haim Saban đã sản xuất Power Rangers dựa trên Kyōryū Sentai Zyuranger năm 1992 và làm các bản Mỹ hóa cho các series Super Sentai từ Kakuranger đến Ryusoulger (Dairanger chỉ lấy chiến binh trắng và bỏ qua các series như ToQger, Zyuohge, Kyuranger, Lupinranger vs Pattranger).

### Hàn Quốc
Super Sentai cũng được chiếu ở Hàn Quốc lồng tiếng từ Tiếng Nhật thành Tiếng Triều Tiên, sớm nhất là Choushinsei Flashman với tên Người bảo vệ Trái Đất Flashman. Lần lượt, Tooniverse, JEI-TV, CHAMP TV/ANIONE TV, và Cartoon Network Korea đã chiếu "Hyakujuu Sentai Gaoranger", Bakuryuu Sentai Abaranger, Tokusou Sentai Dekaranger, Mahou Sentai Magiranger, GoGo Sentai Boukenger, Juken Sentai Gekiranger và Engine Sentai Go-onger, Tensou Sentai Goseiger, Kaizoku Sentai Gokaigerlần lượt là Power Rangers: Jungle Force, Power Rangers: Dino Thunder, Power Rangers: Special Police Delta, Power Rangers: Magic Force, Power Rangers: Treasure Force, Power Rangers: Wild Spirits, Power Rangers: Engine Force, Power Rangers: Miracle Force, Power Rangers: Captain Forcevà Power Rangers: Go Bursters 
Không như phiên bản Mỹ hóa Power Rangers, Hàn Quốc chỉ đặt tên giống phiên bản Mỹ gồm các series như Power Rangers: Dino Thunder và Power Rangers: S.P.D nhưng giải thích rõ chữ S.P.D viết tắt. Các series lồng tiếng từ Super Sentai của Nhật còn lại sẽ đặt tên tiếng Anh khác với bản Mỹ, mặc dù cũng đều là Power Rangers.
Daewon Media hiện đã sản xuất bản Hàn Quốc hóa cho loạt phim Zyuden Sentai Kyoryuger trong tháng 2 năm 2017 theo bản gốc mà không cần phải mua lại series phim này để lồng tiếng. Bản Hàn Quốc hóa có tên Power Rangers: Dino Force Brave. Series sử dụng cảnh quay của Zyuden Sentai Kyoryuger với những cảnh có các diễn viên nói tiếng Hàn để ghép với những cảnh có diễn viên Nhật Bản lồng tiếng Hàn hoặc những cảnh hành động từ Super Sentai chống lại quái vật hoặc robot khổng lồ (Zord và Megazord) giao tranh với lồng tiếng Hàn.

## Màu sắc

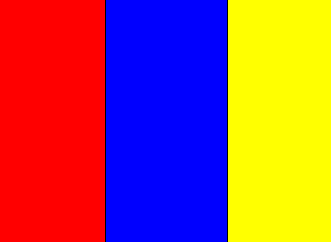
3 màu cơ bản trong Super Sentai

Màu sắc là một đặc tính đặc trưng của loạt phim Super Sentai. Trong một chiến đội, mỗi thành viên thường có màu khác nhau và xác định. Trong tất cả các loạt phim, đỏ và lam, vàng là ba màu cơ bản, nhưng trên tất cả các phương diện từ tất cả các phần phim đến tất cả các chiến đội, đỏ là màu duy nhất xuất hiện trong tất cả và thường là đội trưởng. Màu lam trong các chiến đội có hai dạng màu: màu lam thường và màu lam nhạt.
| STT | Tên Chiến đội              | Đỏ  | Lam  | Vàng   | Hồng | Lục   | Đen   | Trắng | Bạc    | Xám  | Vàng Kim | Tím    | Da Cam | Đỏ sẫm   | Xanh sẫm  | Xanh lơ/Xanh da trời | Khác   |
| --- | -------------------------- | --- | ---- | ------ | ---- | ----- | ----- | ----- | ------ | ---- | -------- | ------ | ------ | -------- | --------- | -------------------- | ------ |
| 1   | Himitsu Sentai Goranger    | ✔   | ✔    | ✔      | ✔    | ✔     |       |       |        |      |          |        |        |          |           |                      |        |
| 2   | J.A.K.Q. Dengekitai        | ✔   | ✔    |        | ✔    | ✔     |       | ✔     |        |      |          |        |        |          |           |                      |        |
| 3   | Battle Fever J             | ✔   | ✔    |        | ✔    |       | ✔     |       |        |      |          | ✔      |        |          |           | [a]                  |        |
| 4   | Denshi Sentai Denziman     | ✔   | ✔    | ✔      | ✔    | ✔     |       |       |        |      |          |        |        |          |           |                      |        |
| 5   | Taiyou Sentai Sun Vulcan   | ✔   | ✔    | ✔      |      |       |       |       |        |      |          |        |        |          |           |                      |        |
| 6   | Dai Sentai Goggle V        | ✔   | ✔    | ✔      | ✔    |       | ✔     |       |        |      |          |        |        |          |           |                      |        |
| 7   | Kagaku Sentai Dynaman      | ✔   | ✔    | ✔      | ✔    |       | ✔     |       |        |      |          |        |        |          |           |                      |        |
| 8   | Choudenshi Bioman          | ✔   | ✔    | ✔      | ✔    | ✔     |       |       |        |      |          |        |        |          |           |                      |        |
| 9   | Dengeki Sentai Changeman   | ✔   | ✔    |        | ✔    |       | ✔     | ✔     |        |      |          |        |        |          |           |                      |        |
| 10  | Choushinsei Flashman       | ✔   | ✔    | ✔      | ✔    | ✔     |       |       |        |      |          |        |        |          |           |                      |        |
| 11  | Hikari Sentai Maskman      | ✔   | ✔    | ✔      | ✔    | ✔     | ✔     |       |        |      |          |        |        |          |           | [b]                  |        |
| 12  | Choujuu Sentai Liveman     | ✔   | ✔    | ✔      |      | ✔     | ✔     |       |        |      |          |        |        |          |           |                      |        |
| 13  | Kousoku Sentai Turboranger | ✔   | ✔    | ✔      | ✔    |       | ✔     |       |        |      |          |        |        |          |           |                      |        |
| 14  | Chikyuu Sentai Fiveman     | ✔   | ✔    | ✔      | ✔    |       | ✔     |       |        |      |          |        |        |          |           |                      |        |
| 15  | Choujin Sentai Jetman      | ✔   | ✔    | ✔      |      | ✔     | ✔     | ✔     |        |      |          |        |        |          |           | [c]                  |        |
| 16  | Kyoryu Sentai Zyuranger    | ✔   | ✔    | ✔      | ✔    | ✔     | ✔     |       |        |      |          |        |        |          |           |                      |        |
| 17  | Gosei Sentai Dairanger     | ✔   | ✔    | ✔      | ✔    | ✔     |       | ✔     |        |      |          |        |        |          |           |                      |        |
| 18  | Ninja Sentai Kakuranger    | ✔   | ✔    | ✔      |      |       | ✔     | ✔     |        |      |          |        |        |          |           |                      |        |
| 19  | Chouriki Sentai Ohranger   | ✔   | ✔    | ✔      | ✔    | ✔     | ✔     |       |        |      |          |        |        |          |           |                      |        |
| 20  | Gekisou Sentai Carranger   | ✔   | ✔    | ✔      | ✔    | ✔     | ✔     | ✔     |        |      |          |        |        |          |           |                      |        |
| 21  | Denji Sentai Megaranger    | ✔   | ✔    | ✔      | ✔    |       | ✔     |       | ✔      |      |          |        |        |          |           |                      |        |
| 22  | Seijuu Sentai Gingaman     | ✔   | ✔    | ✔      | ✔    | ✔     | ✔     |       |        |      |          |        |        |          |           |                      |        |
| 23  | Kyuukyuu Sentai GoGo-V     | ✔   | ✔    | ✔      | ✔    | ✔     |       |       |        |      |          |        |        |          |           |                      |        |
| 24  | Mirai Sentai Timeranger    | ✔   | ✔    | ✔      | ✔    | ✔     |       |       |        |      |          |        |        |          |           | ✔[d]                 |        |
| 25  | Hyakujuu Sentai Gaoranger  | ✔   | ✔    | ✔      |      |       | ✔     | ✔     | ✔      |      |          |        |        |          |           |                      |        |
| 26  | Ninpuu Sentai Hurricaneger | ✔   | ✔    | ✔      |      | ✔     |       |       |        |      |          |        |        | ✔        | ✔         | [e]                  |        |
| 27  | Bakuryuu Sentai Abaranger  | ✔   | ✔    | ✔      |      |       | ✔     | ✔     |        |      |          |        |        |          |           |                      |        |
| 28  | Tokusou Sentai Dekaranger  | ✔   | ✔    | ✔      | ✔    | ✔     |       | ✔     | ✔      | ✔    |          | ✔      |        |          |           | ✔[f]                 |        |
| 29  | Mahou Sentai Magiranger    | ✔   | ✔    | ✔      | ✔    | ✔     |       | ✔     |        | ✔    |          |        |        |          |           | ✔[g]                 |        |
| 30  | GoGo Sentai Boukenger      | ✔   | ✔    | ✔      | ✔    |       | ✔     |       | ✔      |      |          | ✔      |        |          |           |                      |        |
| 31  | Juken Sentai Gekiranger    | ✔   | ✔    | ✔      |      | ✔     | ✔     | ✔     |        |      | ✔        |        |        |          |           |                      |        |
| 32  | Engine Sentai Go-onger     | ✔   | ✔    | ✔      |      | ✔     | ✔     |       | ✔      | ✔    |          |        |        |          |           |                      |        |
| 33  | Samurai Sentai Shinkenger  | ✔   | ✔    | ✔      | ✔    | ✔     |       |       |        | ✔    |          |        |        |          |           | [h]                  |        |
| 34  | Tensou Sentai Goseiger     | ✔   | ✔    | ✔      | ✔    | ✔     | ✔     |       |        |      |          |        |        |          |           | ✔[i]                 |        |
| 35  | Kaizoku Sentai Gokaiger    | ✔   | ✔    | ✔      | ✔    | ✔     |       |       | ✔      |      |          |        |        |          |           |                      |        |
| 36  | Tokumei Sentai Go-Busters  | ✔   | ✔    | ✔      |      |       |       |       | ✔      | ✔    |          |        |        |          |           | [j]                  |        |
| 37  | Zyuden Sentai Kyoryuger    | ✔   | ✔    |        | ✔    | ✔     | ✔     |       | ✔      | ✔    | ✔        |        |        |          | ✔         | ✔[k]                 |        |
| 38  | Ressha Sentai ToQger       | ✔   | ✔    | ✔      | ✔    | ✔     |       |       |        |      | ✔        | ✔      |        |          |           | [l]                  |        |
| 39  | Shuriken Sentai Ninninger  | ✔   | ✔    | ✔      | ✔    | ✔     |       | ✔     |        | ✔    |          |        |        |          |           | [m]                  |        |
| 40  | Doubutsu Sentai Zyuohger   | ✔   | ✔    | ✔      |      | ✔     |       | ✔     |        |      | ✔        | ✔      |        |          |           | ✔[n]                 |        |
| 41  | Uchuu Sentai Kyuranger     | ✔   | ✔    | ✔      | ✔    | ✔     | ✔     | ✔     | ✔      | ✔    | ✔        | ✔      |        |          | ✔         | ✔[o]                 |        |
| 42  | Kaitou Sentai Lupinranger  | ✔   | ✔    | ✔      |      |       |       |       | ✔      |      |          |        |        |          |           | [p]                  |        |
| 43  | Keisatsu Sentai Patranger  | ✔   |      |        | ✔    | ✔     |       |       |        | ✔    |          |        |        |          |           | [p]                  |        |
| 44  | Kishiryu Sentai Ryusoulger | ✔   | ✔    |        | ✔    | ✔     | ✔     |       |        | ✔    |          |        |        |          |           | ✔[q]                 |        |
| 45  | Mashin Sentai Kiramager    | ✔   | ✔    | ✔      | ✔    | ✔     |       |       | ✔      |      |          |        |        |          |           |                      |        |
| 46  | Kikai Sentai Zenkaiger     | ✔   | ✔    | ✔      | ✔    |       |       | ✔     |        | ✔    |          |        |        |          |           | ✔[r]                 |        |
| 47  | Avataro Sentai Donbrothers | ✔   | ✔    | ✔      | ✔    |       | ✔     | ✔     | ✔      | ✔    | ✔        |        |        |          |           |                      |        |
| 48  | Ohsama Sentai King-Ohger   | ✔   | ✔    | ✔      |      |       | ✔     | ✔     |        | ✔    | ✔        |        |        |          |           | ✔                    |        |
| 49  | Bakuage Sentai Boonboomger | ✔   | ✔    |        | ✔    |       | ✔     |       |        |      |          | ✔      | ✔      |          |           |                      |        |
| 50  | No.1 Sentai Gozyuger       | ✔   | ✔    | ✔      |      | ✔     | ✔     | ✔     |        |      |          |        |        |          |           |                      |        |
| #   | Super Sentai names         | Red | Blue | Yellow | Pink | Green | Black | White | Silver | Gray | Gold     | Violet | Orange | Dark red | Dark blue | Cyan/Sky blue        | Others |

1. ^ Battle Fever J: Battle Japan & Battle France mặc đồ màu trắng, nhưng vẫn được coi là chiến binh đỏ và xanh lam bởi màu tương ứng của phần đầu, tay và chân.
2. ^  Maskman có sáu người, X-1 Mask. Nhưng anh chỉ xuất hiện một tập.
3. ^  Jetman cũng có sáu người, Green Eagle (chỉ có trong manga).
4. ^  Timeranger có chiến binh thứ 6, TimeFire, mặc bộ đồ màu đỏ và chỉ có thể phân biệt với Time Red nhờ các sọc đen và mũi tên hình răng cưa.
5. ^  Hurricaneger có Kabuto Raiger và Kuwaga Raiger mặc đồ đỏ Crimson và xanh Navy.
6. ^  Dekaranger có 6 chiến binh bổ sung, tổng cộng có 11 chiến binh. Cả DekaBreak (mặc đồ màu trắng) và DekaMaster (mặc bộ đồ đen với các sọc màu xanh đồng) đều là những nhân vật xuất hiện thường xuyên. DekaSwan (mặc bộ đồ cam với sọc trắng) và DekaBright (mặc bộ đồ bạc) chỉ xuất hiện trong 1 tập riêng và DekaGold là dành riêng cho Tokusou Sentai Dekaranger The Movie: Full Blast Action,xuất hiện chỉ một vài giây trong bộ đồ trước khi đoạn biến hình bị phá ngang bởi đòn tấn công của kẻ thù. DekaOrange (Numa-O)cũng chỉ biến thân một lần.
7. ^  Magiranger có 1 chiến binh bổ sung không mặc đồ trùng với các phối màu cơ bản là Wolzard Fire mặc giáp màu đỏ sẫm.
8. ^  Shinkenger có Shiba Kaoru là nữ Chiến binh Đỏ đầu tiên trong lịch sử Super Sentai.
9. ^  Goseiger có Gosei Kinght là robot gồm 3 màu bạc đen và vàng. Ngoài ra còn có 1 chiến binh màu Xanh Lục (Gosei Green) nhưng chỉ vài phút ngắn trong đoạn hồi tưởng.
10. ^  Go-Busters có một chiến đội song song là Dobutsu Sentai Go-Busters. Trong chiến đội này có thêm Black Puma và Green Hippopotamus.
11. ^  Kyoryuger có 4 chiến binh bổ sung không mặc đồ trùng với các phối màu cơ bản, bao gồm: Kyoryu Cyan mặc đồ màu xanh nhạt, Kyoryu Grey mặc đồ màu xám,Kyoryu Navy và Deathryuger mặc đồ màu xanh hải quân. Nhưng điểm khác nhau là Deathryuger có đường viền đỏ bao quanh mũ bảo hiểm biến thân, 2 cánh tay có màu đỏ. Còn trong movie Zyuden Sentai Kyoryuger Returns: 100 YEARS AFTER, Kyoryu Navy giống như các chiến binh Kyoryuger khác.
12. ^  ToQger có ToQ Nana-gou (màu tím) chỉ xuất hiện một lần trong movie "Ressha Sentai ToQger Returns: Super ToQ 7gou of Dreams".
13. ^  Ninninger có Midoninger (màu xanh lá) chỉ xuất hiện một lần trong movie Come Back! Shuriken Sentai Ninninger: Ninnin Girls vs. Boys FINAL WARS. Ngoài ra còn có tới 4 Akaranger (bao gồm Igasaki Takaharu, Last Ninja - Igasaki Yoshitaka, Igasaki Tsumuji và Igasaki Yoshiharu).
14. ^  Zyuohger có Zyuoh The World sở hữu ba loại màu khác nhau ở áo. Màu mặc định là màu đen giống màu quần với Zyuoh Rhino. 2 màu còn lại là màu bạc với Zyuoh Wolf và màu vàng kim với Zyuoh Corrodile.Còn có Zyuoh Condor màu tím là sự kết hợp giữa Zyuoh Eagle và Zyuoh Bird.
15. ^  Kyuranger có Chamelon Green là chiến binh nữ màu xanh lục chính thức đầu tiên. Có 3 chiến binh bổ sung: Ryu Commander có màu tím, Koguma Skyblue có màu xanh lam nhạt và Houou Soldier có hai màu đỏ - đen. Chiến binh màu đỏ Shishi Red có thể biến thành Shishi Red Orion màu trắng.
16. ^  Lupinranger VS Patranger có hai chiến binh đỏ là Lupin Red và Patren Ichi-gou. Còn chiến binh bổ sung của cả hai chiến đội là Lupin X màu bạc và Patren X màu vàng kim là cùng một người. Patranger là chiến đội đầu tiên trong lịch sử không có chiến binh màu xanh lam.
17. ^ Ryusoulger có hai chiến binh bổ sung là gaisorg (màu tím) và ryusoul brown (màu nâu)
18. ^ Zenkaiser có tông màu trắng làm chủ đạo với các sọc màu đỏ, vàng, lục, hồng, xanh lam.

## Khẩu lệnh biến thân
Trong các series Sentai, tính đặc trưng được chú trọng rất cao, điển hình là Khẩu hiệu (Roll Call) khi họ đọc lên các khẩu hiệu bản thân và khẩu hiệu nhóm, sau đó là tên nhóm. Đặc tính này nổi bật nhất ở các sự kiện liên minh khi các nhóm lần lượt Role Call.
Không giống như Kamen Rider chỉ sử dụng khẩu lệnh "Henshin" khi biến thân, bắt đầu từ series Battle Fever J thì mỗi Sentai đều có một khẩu lệnh biến thân của riêng mình. Đây cũng là một tính đặc trưng được chú trọng nhất trong Super Sentai.
| Series         | Khẩu lệnh biến thân |
| -------------- | --- |
| Battle Fever J | "Fever!" |
| Denziman       | "Denzi Spark!" |
| Sun Vulcan     | "Vul Eagle!" "Vul Shark!" "Vul Panther!" |
| Goggle V       | "Goggle Five!" |
| Dynaman        | "Dynaman!" |
| Bioman         | "Bioman!" |
| Changeman      | "Changeman!" |
| Flashman       | "Prism Flash!...Shut Goggle!" |
| Maskman        | "Aura Mask!" "Change Power!" (X-1 Mask) |
| Liveman        | "Liveman!" |
| Turboranger    | "Turboranger!" |
| Fiveman        | "Fiveman!" |
| Jetman         | "Cross Changer!" |
| Zyuranger      | "Dino Buckler!" "Dragon Buckler!" (DragonRanger) |
| Dairanger      | "Kiryoku Tenshin! Aura Changer!" "Kiryoku Tenshin! Kiba Changer!" (KibaRanger) |
| Kakuranger     | "Super Henge! Doron Changer!" |
| Ohranger       | "Chouriki Henshin!" |
| Carranger      | "Gekisou! Accel Changer!" |
| Megaranger     | "Install! Megaranger!" "Keitaizer! Install!" (MegaSilver) |
| Gingaman       | "Ginga Tensei!" "Kishi Tensei!" (Kuro-kishi Hyuuga) |
| Gogo V         | "Chakusou!" |
| Timeranger     | "Chrono Changer!" (Time Red/Blue/Yellow/Green/Pink) "Time Fire!" (TimeFire) |
| Gaoranger      | "Gao Access, ha!" (+ "Summon! Spirit of the Earth!") |
| Hurricanger    | "Ninpuu, Shinobi Change!" (Hurricanger) "Jinrai, Shinobi Change!" (Gouraiger) "Tenkuu, Shinobi Change!" (Shurikenger) |
| Abaranger      | "Bakuryuu Change!" |
| Dekaranger     | "Emergency! Dekaranger! Face On!" (Deka Red/Blue/Green/Yellow/Pink/Gold) "Emergency! DekaMaster! Face On!" (DekaMaster) "Emergency! DekaBreak! Face On!" (DekaBreak) "Emergency! DekaSwan! Face On!" (DekaSwan) "Emergency! (DekaBright!) Face On!" (DekaBright) |
| Magiranger     | "Mahou Henshin! Maagi Magi Magiiro!" (Magi Red/Yellow/Blue/Pink/Green/Mother) "Tenkuu Henshin! Goolu Golu Goludiiro!" (MagiShine) "Chou Tenkuu Henshin! Goolu Golu Golu Goludiiro!" (WolzardFire)                                                                |
| Boukenger      | "Boukenger, Start Up!" (Bouken Red/Black/Blue/Yellow/Pink) "Gogo Changer, Start Up!" (Bouken Silver) |
| Gekiranger     | "Tagire! Kemono no chikara! Beast On!" (Geki Red/Blue/Yellow) "Hibike! Kemono no sakebi! Beast On!" (GekiViolet) "Togisumase! Kemono no yaiba! Beast On!" (GekiChopper) "Rinki Gaisou!" (Kuro-jishi Rio)                                                         |
| Go-onger       | "Change Soul, set! Let's Go-on! Met on!" |
| Shinkenger     | "Shodo Phone! Ippitsu shoujou!" (Shinken Red/ Blue/Green/Pink/Yellow) "Sushi Changer! Ikkan kenjou!" (Shinken Gold) |
| Goseiger       | "Change Card, Tensou!" |
| Gokaiger       | "Gokai Change!" |
| Go-Buster      | "Let's Morphin'!" |
| Kyoryuger      | "Brave in! Kyoryu Change, Fire!" (Kyoryu Red/Black/Blue/Green/Pink/Gold/Violet/Silver/Cyan/Grey) "Brave in! Spirit Ranger, Fire!" (Ramires, Tessai) |
| ToQger         | "ToQ Change!" |
| Ninninger      | "Shuriken Henge!" (Aka/Aoi/Ki/Shiro/MomoNinger) "Shuriken Change!" (Star Ninger) |
| Zyuohger       | "Hon'nou Kakusei!" |
| Kyuranger      | "Star Change!" "Garyou Tensei!" (Ryu Commander) |
| Lupinranger    | "Kaitou Change!" |
| Patranger      | "Keisatsu Change!" |
| Ryusoulger     | "Ryusoul Change!" |
| Kiramager      | "Kiramai Change!" |
| Zenkaiger      | "Change Zenkai!" (Zenkaizer, Zenkai Juran/Gaon/Magine/Vroom) "Change Twokai!" (Twokaizer) "Ankoku change!" (Stacy) |
| Donbrothers    | "Avatar Change!" |
| King-Ohger     | "Ohgai Busōu!" |
| Boonboomger    | "Boonboom Change!" (Bun Red/Blue/Pink/Black/Orange) "Byunbyun Change!" (Bun Violet) "Zoonzoom Change" (Bun Red 119) "Champion Change!" (Champion Boonboomger) |
| Gozyuger       | ”Engage!” |

## Xuất trận

### Thiết bị biến thân
Phần lớn các thiết bị biến thân của các chiến đội thường ở 3 dạng: điện thoại di động/thiết bị cầm tay, thiết bị đeo cổ tay, vũ khí (thường là kiếm hoặc súng). Có một số dạng đặc biệt như Goranger và Big One (J.A.K.Q) quay người biến thân, J.A.K.Q biến thân qua buồng kín, Denjiman biến thân bằng nhẫn, Maskman biến thân bằng phép, Zyuranger biến thân bằng thắt lưng, Shurikenger trong Hurricaneger biến thân bằng quả bóng, 3 chiến binh đầu của Gekiranger biến thân bằng găng tay, các Spirit Ranger trong Kyoryuger biến thân chỉ cần Zyudenchi (vật hình viên pin điện), các Zyuohger dùng Dấu Ấn Vương Giả (vật hình khối lập phương rubik).

### Vũ khí
Ở mỗi chiến đội, vũ khí có thể kiêm luôn thiết bị để biến thân. Các chiến binh trong chiến đội có thể dùng chung một loại vũ khí với chức năng giống nhau (như Ninninger với Ninja Ichibantou), hoặc từ vũ khí chung biến thành vũ khí riêng thích hợp cho từng người với chiêu thức riêng (như Shinkenger với Shinkenmaru), hoặc có vũ khí riêng ngay từ đầu rồi hợp thể thành một vũ khí lớn để kết liễu (như Gaoranger với Haja Hyakujuuken). Bộ phim gần nhất mà các chiến binh có thể hợp thể vũ khí để tạo ra một vũ khí lớn kiết liễu kẻ địch là ToQger với Renketsu Bazooka.

## Mecha

### Khái quát
Chủ đề chính tạo nên các series Super Sentai là các mecha khác nhau do các đội dùng.Tên Robot thường được đặt theo tên đội tương ứng và thường có chữ oh, dai, robo hay king. Đội đầu tiên có robo không được đặt tên tương ứng là Hikari Sentai Maskman với Great Five và Galaxy Robo. Và cũng chính nó là Sentai đầu tiên có robot do năm mảnh hợp thành. Robot đầu tiên, Battle Fever Robo trong Battle Fever J chỉ là một con robot khổng lồ bình thường. Tiếp theo đó, robot khổng lồ đầu tiên biến hình từ một chiếc xe là Denshi Sentai Denziman với DaiDenjin từ Denji Fighter, và sau đó có sự kết hợp, hay  robot, là khi Cosmo Vulcan và Bull Vulcan hợp lại thành Sun Vulcan Robo trongTaiyou Sentai Sun Vulcan.
Lần đầu có sentai dùng robot thứ hai là Choushinsei Flashman với Flash King và Flash Titan.
Lần đầu có hai robot kết hợp, hay "Super Gattai" (スーパー合体 Sūpā Gattai) xảy ra trong Choujuu Sentai Liveman với Live Robo và Live Boxer trở thành Super Live Robo.
Lần đầu tiên có robot biến hình từ căn cứ của nhóm, Turbo Builder của Kousoku Sentai Turboranger. Robot số ba xuất hiện là Tetraboy trong Choujin Sentai Jetman bên cạnh JetIcarus và JetGaruda.
Sự kết hợp 7 phần của Ultimate DaiZyujin trong Kyōryū Sentai Zyuranger là con số lớn nhất lúc đó trước khi bị Super DaiBouken và Ultimate DaiBouken trong GoGo Sentai Boukenger qua mặt, với 9 và 10 mecha. 
Giới hạn này, cũng bị phá bởi Engine-Oh G12 có 12 phần trong Engine Sentai Go-onger và Kyoryu Samurai Ha-oh trong Samurai Sentai Shinkenger cũng với 12 phần và chỉ xuất hiện duy nhất 1 tập. Hiên tại, kỉ lục thuộc về Gattai God KingOhger của Ohsama Sentai KingOhger với 20 mecha.
Lần đầu tiên có các mecha có thể hoán đổi là trong Hyakujuu Sentai Gaoranger.
Juken Sentai Gekiranger lần đầu tiên có mecha của phe phản diện RinLion và RinChameleon hợp thể với GekiTohja trở thành GekiRinTohja.
Các mecha (Bakuryuu) và Dino Brace trong Bakuryuu Sentai Abaranger 
, các Engine trong Engine Sentai Go-onger
, các Kishiryu trong Kishiryu Sentai Ryusoulger, và các Mashin trong Mashin Sentai Kiramager có thể biết nói chuyện.
Còn Go-onger, ngoài việc có robot 12 phần, còn là lần đầu tiên trong lịch sử có robot độc lập số 5, Kyoretsu-Oh. Và con số này đã bị phá vỡ bởi Zyuden Sentai Kyoryuger với số robot độc lập là 6 (Kyoryuzin, Pteraidenoh Western, Plezu-oh, Gigant Bragioh, Spino Daioh và Gigant Kyoryuzin)

### Phân loại
- Các mecha này nhiều hình dạng, tùy theo sức mạnh của nhóm Sentai.Có hai loại Gattai: "Vehice" và "Animal":
  - Vehice là các cỗ máy khổng lồ, mang hình dáng từ xe cho tới máy bay, tàu ngầm, phi thuyền, Các Vehice thường do các senshi (chiến binh) lái, chúng có thể thay hình đổi dạng, kết hợp thành robot, Vehice hoàn toàn không có linh hồn
  - Loại thứ 2 là "Animal", gồm hai loại là "Animal máy" và "Animal".
    - Animal máy là các cỗ máy kiểu thú vật, có đặc tính của máy và con vật mà chúng mang hình dạng và vẫn có linh hồn (Như các Engine trong Engine Sentai Go-Onger). Chúng có thể giao tiếp được với người.
    - Animal ra đời gần đây (từ năm 2001, khi Toei phát hành series Gaoranger), Trước đó cũng có một số đội có mecha tương tự là Zyuranger và Dairanger. các "Animal" là những con thú khổng lồ mang sức mạnh siêu nhiên. Các siêu thú này thường do các Senshi triệu tới. Mỗi con có đặc tính riêng. Khi được lệnh, chúng sẽ kết hợp lại thành robot với các nét đặc trưng riêng của thú (trong Magiranger thì bản thân các senshi tự biến thân thành "Animal")